# 泉昌之
泉 昌之（いずみ まさゆき）は、泉晴紀と久住昌之の2人からなる漫画家コンビ。久住が原作、泉が作画を担当する。

## 来歴と作風
泉晴紀と久住昌之は、美学校で知り合った。久住が泉の、当時の漫画界の流行とは外れた暗い劇画タッチの作画を面白がり「この作画ですごく細かいコトにコダワル話を書いたら面白い」と合作を提案。なお「細かいコトにこだわる」のは久住の性格である。ペンネームを「泉昌之」にしたのは、当時の『ガロ』編集長の長井勝一が、合作を嫌っていたためであった。
1981年に「夜行」を『ガロ』に持ち込みデビューする。泉昌之を代表するキャラクターである、アラン・ドロンをモデルにしたハードボイルドな「トレンチコートのおじさん」（後年の作品『食の軍師』や久住のエッセイ集『久住昌之の人生読本』では「本郷播」という名前で登場）が登場し、駅弁の幕の内弁当をいかに美味しく食べるかにこだわりまくる作品である。その後も『ガロ』を中心として活躍する。1990年頃からしばらく「泉昌之」名義を使用していなかったが、1996年頃から再びこの名義で作品を発表している。
日常の細事を綿密・過剰に描く作風に特徴がある。特に食べ物には異常なこだわりを示し（「夜行」『かっこいいスキヤキ』など）、南 (2013, p. 19) は〝みみっちい食の美学〟を描かせたら右に出るもののないと評している。
初期にはウルトラマンを題材としたパロディ作品も多かったが、権利関係の問題から（円谷プロダクションに許可を得ていなかった）新作は途絶えており、改訂版の単行本では内容が差し替えられていることがある。なお、その後、テレビCM等で「ウルトラマンが人間の日常世界に、等身大で登場して、凡人並の行動をする」作品が頻繁に作られており、久住は「最初にアイディアを考えたこちらに一報もないのは腹が立つ」とエッセイに書いている。
1992年から4年間『小学五年生』で「キッチョメン!石神井先生」を連載。几帳面すぎる小学校教諭を題材にしたギャグ漫画であり、グミ、裸眼立体視、恐竜（映画『ジュラシック・パーク』）、サッカーJリーグ、キョンキョンのようなアイドルのコンサートなど、連載当時流行した事物と絡めた時事ネタが多数登場する。本作にも冷やし中華の調理を細かく描写した回が存在する。

## 作品の映像化
『かっこいいスキヤキ』に収録されている「夜行」と「最後の晩餐」と 「耳掘り」は、フジテレビ系列のドラマ『世にも奇妙な物語』にて、それぞれ「夜汽車の男」「理想のスキヤキ」「耳かき」というタイトルでドラマ化された。また『ダンドリくん』は1992年にビデオで実写版が出ており、これは飯島直子の映像デビュー作でもある。同作品の一篇「ダンドリ対談」に久住と泉がそろって出演している。
『かっこいいスキヤキ』は、2023年3月18日にテレビ東京系列にて竹内力主演で改めてドラマ化された。ドラマ化されたエピソードは、「夜港」、「花粉」、「最後の晩餐」、「ロボット」の4つ。

## 作品リスト
- かっこいいスキヤキ（青林堂 1983年 のち扶桑社文庫のち新装版が扶桑社）
- プロレスの鬼（綺譚社 1983年）
- 「感情的」（白泉社 1985年）
- エラーマン（白泉社 1985年）
- 豪快さんだっ!（青林堂 1987年 新版2000年 のち『豪快さんだっ! 完全版』河出文庫）
- イイ大人 GOODMAN（河出書房新社 1988年）
- ズミラマ（双葉社 1988年）
- 天国や地獄（青林堂 1989年 新版2000年）
- ダンドリくん - 全4巻（1巻は泉昌之名義、2〜4巻は久住昌之+泉晴紀名義）（双葉社 1990年 - 1991年 のちちくま文庫〈上下巻〉のち一部の作品が『ダンドリくんスペシャル』日本文芸社・コンビニコミックス）
  - ダンドリくんBlack（ぶんか社 2006年）
- ジジメタルジャケット（双葉社 1990年〈連載当時タイトルは「ジジメタルジャケッツ」〉のち角川書店）
  - ザ・デルタ ジジメタル・ジャケット2（ブルース・インターアクションズ 2001年）
- イケイケの人々―今どきの若者観察学的市場動向予測調査報告（マガジンハウス 1992年〈久住昌之＋泉晴紀名義〉）
- キッチョメン!石神井先生（小学館 1994年〈久住昌之＋泉晴紀名義） のち『キッチョメン!石神井先生:完全版』青林堂〈泉昌之名義〉）
- 黄檗先生妄想録（マガジンハウス 1995年〈久住昌之＋泉晴紀名義〉）
- かっこいいスキモノ（イースト・プレス 1996年）
- 健康屋台（双葉社 1997年）
- 新さん（マガジンハウス 1997年 のち新潮文庫）
- 芸能グルメストーカー（コアマガジン 2006年）
- 天食（晋遊舎 2009年）
- ならばせ入道と毛坊主（ボーズ）現代の妖怪 （久住昌之作、泉晴紀画）（ワニ・プラス 2010年）
- 食の軍師 1〜8（日本文芸社 2011年 - 2020年）
- それでも食べに行きたい辺境絶品グルメ 関東エリア版 新作読み切り漫画「辺境めし」（マガジンハウス 2011年）
- 昼のセント酒（作・久住昌之、作画・和泉晴紀（カンゼン 2011年）
- 世界樹四人飯 2017年 ATLUS ニンテンドー3DS『世界樹の迷宮V 長き神話の果て』PR用Web漫画